# Lepidopilidium attenuatum
Lepidopilidium attenuatum là một loài rêu trong họ Pilotrichaceae. Loài này được Thér. mô tả khoa học đầu tiên năm 1930.